# 아이 (파라오)

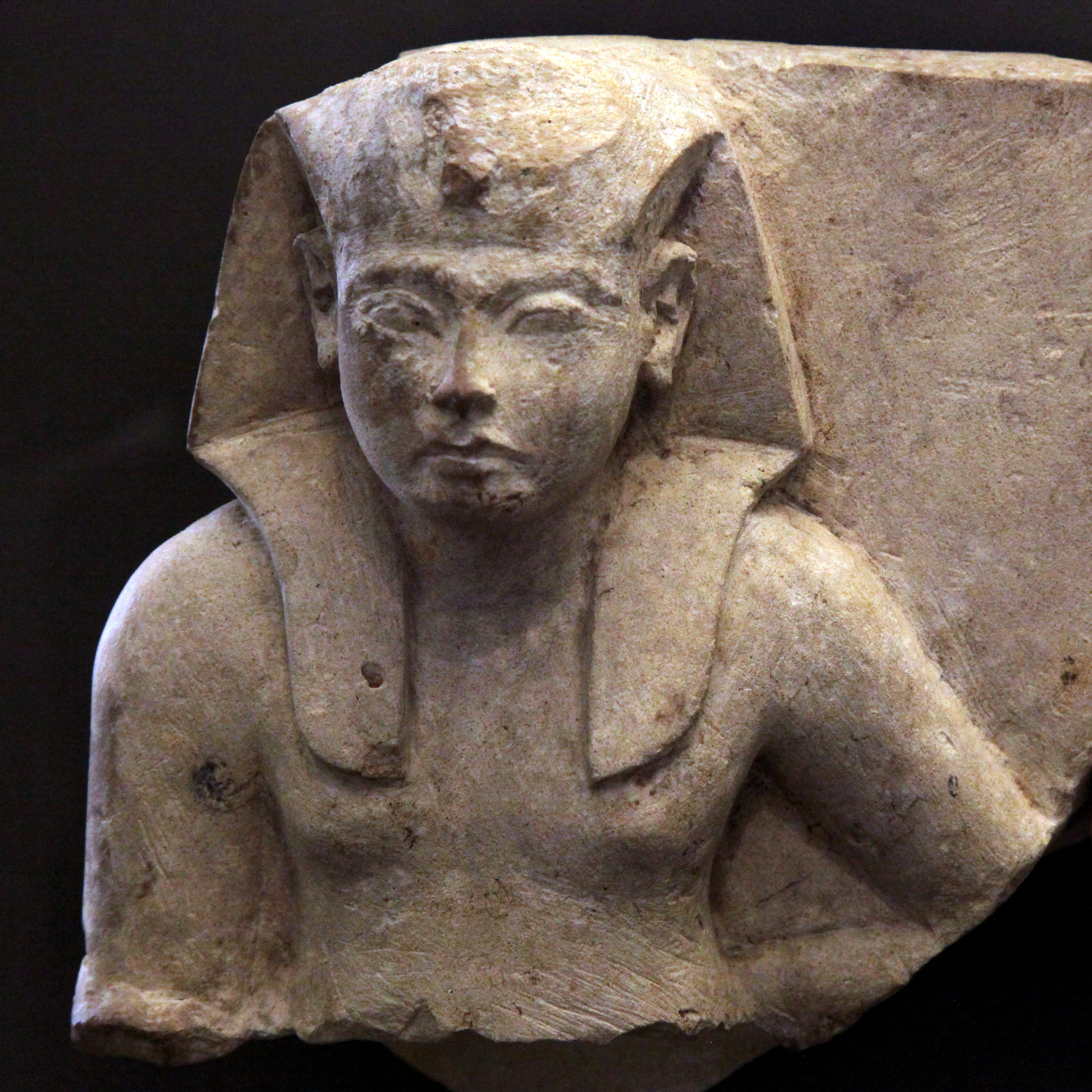

아이(Ay, 생몰년 미상)는 고대 이집트 제18왕조의 파라오이다. 하 이집트의 권세가 유야(Yuya)와 그의 부인 튜유(Tjuyu)의 아들이며, 네페르티티 여왕과 호렘헤브의 왕비였던 무트네드즈메트(Mutnedjmet)의 친정 아버지였다. 또한 아멘호테프 3세의 처남이기도 했다. 아케나텐은 그의 외삼촌이자 장인이었고, 투탕카멘의 왕비이자 이복 여동생인 안케세나멘은 그의 외손녀였다.

## 생애
아버지 유야는 제사장을 지냈던 하 이집트의 권세가였고, 그의 집안은 시리아 계열이었다. 그의 누이인 티예는 아멘호테프 3세의 왕비의 한사람이 되었으며, 아버지 유야는 아멘호테프 3세의 장인이자 아케나톤의 외할아버지로서, 왕의 계곡에 자기 무덤을 두기도 했다. 또한 유야의 손녀이자 아이의 딸인 네페르티티가 아케나톤의 왕비가 됨으로써 왕실과 이중 인척관계를 형성하였다.
그는 왕실과의 혼인 관계로 당대의 실력자였으며, 아케나텐과 투탕카멘의 시대에 정부의 고위 관리이자 자문관이었다. 투탕카멘이 후사 없이 죽자 안케세나멘은 히타이트의 왕에게 청혼하여 왕자 한 명을 이집트로 보내 자신과 결혼시킨 뒤 왕위에 앉힐 것을 제안한다. 그러나 안케세나멘의 청으로 히타이트 왕자가 오기 전에 아이는 이집트의 왕좌를 차지하고 파라오가 된다. 그러나 노령에 왕위에 올라 4년이라는 짧은 치세를 통치하였다.

## 같이 보기
- 네페르티티
- 무트네즈메트
- 안케세나멘

| 전임 투탕카멘 | 이집트 제18왕조의 파라오 기원전 1323년 ~ 기원전 1319년 | 후임 호렘헤브 |